# Peter Yates (gitarist)
Peter Yates is een Amerikaanse gitarist en componist en docent compositie aan de UCLA. Samen met Matthew Elgart vormt hij het duo Elgart/Yates gitaar duo, waarmee ze gezamenlijk optredens doen. Het duo schreef ook het boek Guitar Preparation over de geprepareerde gitaar.
Peter Yates studeerde gitaar bij Theodore Norman aan de UCLA. Als componist gaf hij performances in Europa en Amerika, zowel als solo-artiest als als duo met Yates. Hij schreef een opera gebaseerd op het leven van folkartiesten Simon Rodia en  Tressa Prisbey. Hij schreef meer dan 100 stukken voor een of twee gitaren. Het Elgart-Yates Duo is geselecteerd door het National Endowment for the Arts "Arts America" International Touring Roster.

## Discografie
Solo
- String Drum Codex
- No Way Jose
- Robot Dream

Elgart/Yates Guitar Duo
- Sinfonia
- Music of the 20th Century, cd/lp

Compilaties
- Modern Arts Guitar Quartet, 1991
- New Music with Guitar, Vol.5 - Elgart/Yates

Als gitarist
- The Saint/Secret Agent (Soundtrack)
- Music of Tom Flaherty
- Tom Flaherty: New Works (1994-2003)